# Джирифалко
Джирифа̀лко (на италиански: Girifalco) е градче и община в Южна Италия, провинция Катандзаро, регион Калабрия. Разположено е на 456 m надморска височина. Населението на общината е 6106 души (към 2012 г.).